# Nuna
Nuna je članica verske skupnosti žensk, ki običajno živi pod zaobljubami revščine, čednosti in poslušnosti v ograjenem samostanu. Skupnosti redovnic obstajajo v številnih verskih tradicijah, vključno z budizmom, krščanstvom, džainizmom in taoizmom.
V budistični tradiciji so ženski samostani znani kot Bhikkhuni in v primerjavi z moškimi (bhikkhu) sprejmejo več dodatnih zaobljub. Nune so najpogostejše v mahajanskem budizmu, vendar so v zadnjem času bolj razširjene v drugih tradicijah.
V krščanstvu najdemo religiozne ženske, imenovane nune ali verske sestre, med drugim v katoliški, vzhodno pravoslavni, anglikanski in luteranski tradiciji. Čeprav se izrazi pogosto uporabljajo medsebojno zamenljivo, se redovnice v preteklosti slovesno zaobljubijo in živijo molitveno in kontemplacijsko življenje v samostanu ali konventu, medtem ko sestre opravljajo preproste zaobljube in živijo aktivno poklicno molitev in dobrodelna dela na področjih, kot je izobraževanje in zdravstvo. Primeri so samostanski red svete Klare, ustanovljen leta 1212 v frančiškanski tradiciji, ali Misijonarji ljubezni, ki jih je leta 1950 ustanovila mati Terezija za skrb za ljudi, ki živijo v hudi revščini.